# Драган Кићановић
Драган Кићановић (Чачак, 17. август 1953) је бивши југословенски кошаркаш и српски менаџер у спорту. Играо је на позицији бека.

## Каријера
Кошарком је почео да се бави са 13 година у локалном клубу КК Железничар у ком је тренирао од 1966. до 1971. У сезони 1971/72. је наступао за Борац, а затим је прешао у Партизан. За Партизан је играо од 1972. до 1981. и у том периоду је освојио 3 првенства Југославије (1976, 1979. и 1981), Куп Југославије 1979. и два Купа Радивоја Кораћа (1978. и 1979). Након Партизана је две године играо за италијански Скаволини, са којим је освојио Куп победника купова 1983. Каријеру је завршио 1984. у француском Расингу.

### Репрезентација
За репрезентацију Југославије је дебитовао 1973. у пријатељској утакмици са Совјетским Савезом, коју је Југославија добила 77:67. Освојио је златну медаљу на Европским првенствима 1973, 1975, 1977, сребрну медаљу на 1981. и бронзане медаље 1979. Освојио је Балканска првенства у кошарци 1973, 1974, 1975 и 1976. Са Светских првенстава има златну медаљу са Светског првенства 1978. у Манили, сребрну са Првенства света 1974. у Порторику и бронзану медаљу са Првенства света 1982. у Калију, Колумбија. Освојио је златну медаљу на Олимпијским играма 1980. у Москви, међутим није лично примио медаљу, пошто је финалну утакмицу против Италије завршио у болници, након што га је тешко повредио италијански центар Дино Менегин неколико секунди пре краја утакмице. Медаљу је уместо њега примио Зоран Славнић. За репрезентацију је одиграо укупно 211 утакмица и постигао 3.290 поена.
1982. године је примио златну значку Спорта, награду за најбољег спортисту у Југославији.

## Функционер
Након кошаркашке каријере постао је директор Партизана у време највећих успеха овог клуба. Једно време био је министар спорта у Влади Србије, а потом председник ЈОК-а.

## Занимљивости
- Драган Кићановић је чувен по одбојкашком додавању са Зораном Славнићем у финалу Европског првенства 1977. у Лијежу против Совјетског Савеза.